# 듀스 (가수)
에런 얼리크먼(영어: Aron Erlichman, 1983년 3월 2일 ~ )은 예명으로 듀스(Deuce)로 잘 알려진 미국의 가수이다.